# Monza 1000 km

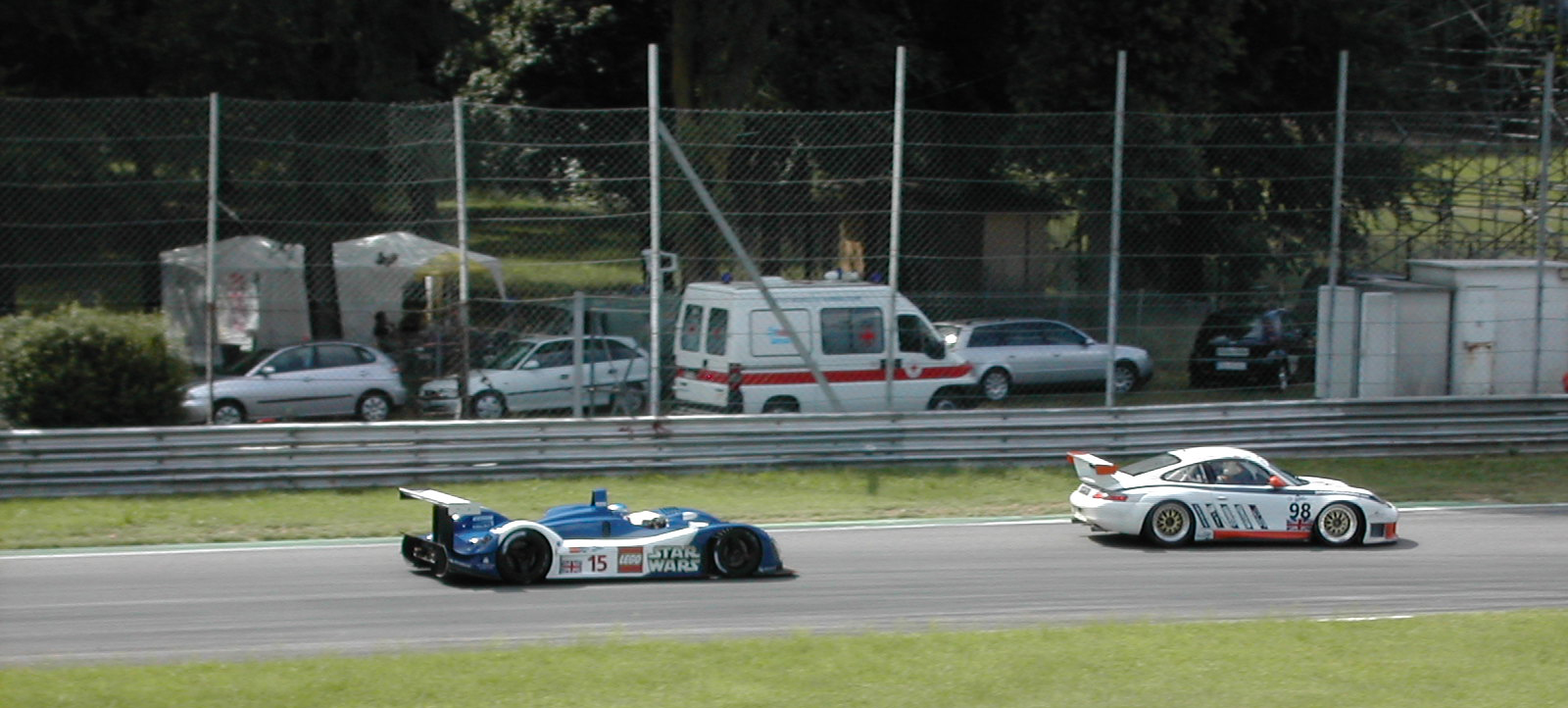
Monza 1000 km 2005.

Monza 1000 km är en långdistanstävling för sportvagnar på Autodromo Nazionale Monza i Italien.

## Historia
Motortävlingar har hållits på Monza sedan banan byggdes 1922. Från 1963 kördes en tretimmarstävling i sportvagns-VM. 1965 förlängdes distansen till 1000 km. Sedan 1970 körs tävlingen på den kortare Grand Prix-banan.
Trots namnet har tävlingen ibland körts över kortare distanser, framför allt i slutet av 1970-talet och början av 1990-talet. Sedan sportvagns-VM kollapsade 1992 har tävlingen ingått i olika racingserier, som italienska GT-mästerskapet och Challenge Endurance Italia. 
Mellan 2004 och 2008 ingick Monza 1000 km som en deltävling i Le Mans Series.

## Vinnare
| 1963                           | Roy Salvadori                                    | Aston Martin DP214       | Sportvagns-VM                                         |                |                |
| 1964                           | Rob Slotemaker                                   | Porsche 904 GTS          | Sportvagns-VM                                         |                |                |
| Distans: 1000 km, 10,1 km bana |                                                  |                          |                                                       |                |                |
| 1965                           | Mike Parkes Jean Guichet                         | Ferrari 275P2            | Sportvagns-VM                                         |                |                |
| 1966                           | John Surtees Mike Parkes                         | Ferrari 330P3            | Sportvagns-VM                                         |                |                |
| 1967                           | Lorenzo Bandini Chris Amon                       | Ferrari 330P4            | Sportvagns-VM                                         |                |                |
| 1968                           | David Hobbs Paul Hawkins                         | Ford GT40 Mk.I           | Sportvagns-VM                                         |                |                |
| 1969                           | Jo Siffert Brian Redman                          | Porsche 908              | Sportvagns-VM                                         |                |                |
| Distans: 1000 km, 5,8 km bana  |                                                  |                          |                                                       |                |                |
| 1970                           | Pedro Rodríguez Leo Kinnunen                     | Porsche 917              | Sportvagns-VM                                         |                |                |
| 1971                           | Pedro Rodríguez Jackie Oliver                    | Porsche 917              | Sportvagns-VM                                         |                |                |
| 1972                           | Jacky Ickx Clay Regazzoni                        | Ferrari 312PB            | Sportvagns-VM                                         |                |                |
| 1973                           | Jacky Ickx Brian Redman                          | Ferrari 312PB            | Sportvagns-VM                                         |                |                |
| 1974                           | Arturo Merzario Mario Andretti                   | Alfa Romeo Tipo 33       | Sportvagns-VM                                         |                |                |
| 1975                           | Arturo Merzario Jacques Laffite                  | Alfa Romeo Tipo 33       | Sportvagns-VM                                         |                |                |
| Distans: 4 timmar, 5,8 km bana |                                                  |                          |                                                       |                |                |
| 1976                           | Jochen Mass Jacky Ickx                           | Porsche 936              | Sportvagns-VM                                         |                |                |
| Distans: 500 km, 5,8 km bana   |                                                  |                          |                                                       |                |                |
| 1977                           | Vittorio Brambilla                               | Alfa Romeo Tipo 33       | Sportvagns-VM                                         |                |                |
| 1978                           | Ingen tävling                                    | Ingen tävling            | Ingen tävling                                         | Ingen tävling  | Ingen tävling  |
| Distans: 1000 km, 5,8 km bana  |                                                  |                          |                                                       |                |                |
| 1979                           | Renzo Zorzi Marco Copaferri                      | Lola T286-Ford           | Italienska Grupp 6-mästerskapet                       |                |                |
| 1980                           | Alain de Cadenet Desiré Wilson                   | De Cadenet-Ford          | Sportvagns-VM Italienska Grupp 6-mästerskapet         |                |                |
| 1981                           | Edgar Dören Jürgen Lässig Gerhard Holup          | Porsche 935              | Sportvagns-VM                                         |                |                |
| 1982                           | Henri Pescarolo Giorgio Francia                  | Rondeau M382-Ford        | Sportvagns-VM                                         |                |                |
| 1983                           | Bob Wollek Thierry Boutsen                       | Porsche 956              | Sportvagns-VM                                         |                |                |
| 1984                           | Stefan Bellof Derek Bell                         | Porsche 956              | Sportvagns-VM                                         |                |                |
| 1985                           | Manfred Winkelhock Marc Surer                    | Porsche 962              | Sportvagns-VM                                         |                |                |
| Distans: 360km, 5,8 km bana    |                                                  |                          |                                                       |                |                |
| 1986                           | Hans-Joachim Stuck Derek Bell                    | Porsche 962              | Sportvagns-VM                                         |                |                |
| Distans: 1000 km, 5,8 km bana  |                                                  |                          |                                                       |                |                |
| 1987                           | John Watson Jan Lammers                          | Jaguar XJR-8             | Sportvagns-VM                                         |                |                |
| 1988                           | Martin Brundle Eddie Cheever                     | Jaguar XJR-9             | Sportvagns-VM                                         |                |                |
| 1989                           | Ingen tävling                                    | Ingen tävling            | Ingen tävling                                         | Ingen tävling  | Ingen tävling  |
| Distans: 480 km, 5,8 km bana   |                                                  |                          |                                                       |                |                |
| 1990                           | Mauro Baldi Jean-Louis Schlesser                 | Mercedes-Benz C11        | Sportvagns-VM                                         |                |                |
| Distans: 430 km, 5,8 km bana   |                                                  |                          |                                                       |                |                |
| 1991                           | Martin Brundle Derek Warwick                     | Jaguar XJR-14            | Sportvagns-VM                                         |                |                |
| Distans: 500 km, 5,8 km bana   |                                                  |                          |                                                       |                |                |
| 1992                           | Geoff Lees Hitoshi Ogawa                         | Toyota TS010             | Sportvagns-VM                                         |                |                |
| 1993 till 1996                 | Inga tävlingar                                   | Inga tävlingar           | Inga tävlingar                                        | Inga tävlingar | Inga tävlingar |
| Distans: 1000 km, 5,8 km bana  |                                                  |                          |                                                       |                |                |
| 1997                           | Thomas Bscher John Nielsen                       | Kremer K8 Spyder-Porsche | Challenge Endurance Italia                            |                |                |
| 1998                           | Thomas Bscher Geoff Lees                         | McLaren F1 GTR           | Italienska GT-mästerskapet Challenge Endurance Italia |                |                |
| 1999 till 2000                 | Inga tävlingar                                   | Inga tävlingar           | Inga tävlingar                                        | Inga tävlingar | Inga tävlingar |
| 2001                           | Giovanni Lavaggi Christian Vann                  | Ferrari 333 SP-Judd      | FIA Sportscar Championship                            |                |                |
| 2002 till 2003                 | Inga tävlingar                                   | Inga tävlingar           | Inga tävlingar                                        | Inga tävlingar | Inga tävlingar |
| 2004                           | Jamie Davies Johnny Herbert                      | Audi R8                  | Le Mans Series                                        |                |                |
| 2005                           | Emmanuel Collard Jean-Christophe Boullion        | Pescarolo C60-Judd       | Le Mans Series                                        |                |                |
| 2006                           | Ingen tävling                                    | Ingen tävling            | Ingen tävling                                         | Ingen tävling  | Ingen tävling  |
| 2007                           | Nicolas Minassian Marc Gené                      | Peugeot 908 HDi FAP      | Le Mans Series                                        |                |                |
| 2008                           | Stéphane Sarrazin Pedro Lamy                     | Peugeot 908 HDi FAP      | Le Mans Series                                        |                |                |
| 2009 till 2016                 | Inga tävlingar                                   | Inga tävlingar           | Inga tävlingar                                        | Inga tävlingar | Inga tävlingar |
| Distans: 4 timmar, 5,8 km bana |                                                  |                          |                                                       |                |                |
| 2017                           | Ryō Hirakawa Memo Rojas Léo Roussel              | Oreca 07-Gibson          | Le Mans Series                                        |                |                |
| 2018                           | Andrea Pizzitola Roman Rusinov Jean-Éric Vergne  | Oreca 07-Gibson          | Le Mans Series                                        |                |                |
| 2019                           | Norman Nato Roman Rusinov Job van Uitert         | Aurus 01-Gibson          | Le Mans Series                                        |                |                |
| 2020                           | Filipe Albuquerque Philip Hanson                 | Oreca 07-Gibson          | Le Mans Series                                        |                |                |
| Distans: 6 timmar, 5,8 km bana |                                                  |                          |                                                       |                |                |
| 2021                           | Mike Conway Kamui Kobayashi José María López     | Toyota GR010 Hybrid      | FIA World Endurance Championship                      |                |                |
| 2022                           | Nicolas Lapierre André Negrão Matthieu Vaxivière | Alpine A480              | FIA World Endurance Championship                      |                |                |
| 2023                           | Mike Conway Kamui Kobayashi José María López     | Toyota GR010 Hybrid      | FIA World Endurance Championship                      |                |                |